# Філ Ягелка
Філ Ягелка (англ. Phil Jagielka, нар. 17 серпня 1982, Манчестер, Англія) — англійський футболіст, захисник, півзахисник клубу «Шеффілд Юнайтед».

## Клубна кар'єра
У дорослому футболі дебютував 1999 року виступами за команду клубу «Шеффілд Юнайтед», в якій провів вісім сезонів, взявши участь у 254 матчах чемпіонату. Більшість часу, проведеного у складі «Шеффілд Юнайтед», був основним гравцем команди.
До складу клубу «Евертон» приєднався 2007 року. У першому ж сезонові футболістові вдалося закріпитися в основному складі команди: Ягелка зіграв 49 матчів, в яких забив 2 м'ячі. За підсумками свого другого сезону на «Гудісон Парк» захисник був визнаний найкращим гравцем клубу як на думку вболівальників, так і на думку футболістів команди.
2019 року повернувся до складу рідного «Шеффілд Юнайтед».

## Виступи за збірні
Протягом 2002–2003 років залучався до складу молодіжної збірної Англії. На молодіжному рівні зіграв у 6 офіційних матчах, забив 2 голи.
2008 року дебютував в офіційних матчах у складі національної збірної Англії. Провів у формі головної команди країни 40 матчів, після чого завершив кар'єру в збірній.